# Veronika Desinićka
Veronika Desinička bila je druga supruga Fridrika II. Celjskog. Zbog nepoželjnosti njihovog braka protiv Desinićke spružen je progon, a premda je oslobođena optužbe, usmrćena je i tako postaje žrtva prvog zabilježenog progona vještica u Sloveniji. Legende o Veroniki Desiničkoj su legende koje se vezuju uz dvorac Veliki Tabor.

## Veronika Desinićka
Legenda o Veroniki Desinićkoj je stoljećima stara legenda o strastvenoj, ali zabranjenoj ljubavi između mladog grofa Fridrika, sina moćnog velikaša grofa  Hermana II. Celjskog, i Veronike s Velikog Tabora, tada posjeda Celjskih. 
Danas se uglavnom navodi da je Veronika Desinićka bila pučanka; neki stariji izvori navode da je bila iz redova sitnog plemstva.
Sve varijante legende govore da je mladi Fridrik Celjski zanemarivao svoju zakonitu ženu Elizabetu Frankopan, ostavljajući je u dvoru dok je dugo izbivao obilazeći ljubavnice. Na jednom takvom putovanju se strastveno zaljubio u lijepu Veroniku Desinićku, koja je živjela u blizini Velikog Tabora.
Ubrzo potom, optužen za ubojstvo svoje žene Elizabete Frankopan, Fridrik bježi s Veronikom u Fridrihštajn u blizini  Kočevja u južnoj Sloveniji i u tajnosti organizira vjenčanje. Grof Herman šalje vojsku po njih, Fridrika baca u tamnicu, a Veroniku daje utopiti i zazidati u zidine Velikog Tabora.

## Veronika čarobnica
Postoji i legenda o Veroniki Desinićkoj kao o čarobnici koja je spasila Veliki Tabor od Turaka. Provalivši kroz vanjski obrambeni zid, Turci su došli do ispred samog grada. Veronika je na prozoru rezuckala slamu na sitne komadiće. Kad su se Turci približili, prosula je na njih izrezanu slamu koja se pretvorila u jato stršljena i tako otjerala Turke.

## Popularna kultura
Krajem 19. stoljeća, napisao je Hinko pl. Davila povijesni roman "Zagorska ruža", koji na romantičan način prikazuje tragičnu povijest Fridriha i Veronike.
Ansambl "Lado" je u svoj repertoar unio suvremeni folklorni balet s pjevanjem "Veronika Desinička": glazbu za balet skladao je Davor Bobić, a koreografiju potpisuje Dinko Bogdanić. Pjesme su uzete iz hrvatske narodne baštine.
Legenda o Veroniki Desinićkoj je sastavni dio kulturne i turističke prezentacije značajnog hrvatskog dvorca Veliki Tabor.
Također, lik Veronike Desinić možemo naći i u kultnom hrvatskom filmu "Kalvarija" Zvonimira Maycuga.
Slovenska pjevačica Raiven, predstavljala je Sloveniju na Euroviziji 2024. s pjesmom Veronika inspiriranom priči o Veroniki Desiničkoj.

## Vanjske poveznice
- Prikaz fabule romana "Zagorska ruža" od Hinka Davile, pristupljeno 10. prosinca 2013.